# 2024年のナショナルリーグチャンピオンシップシリーズ
2024年の野球において、メジャーリーグベースボール（MLB）のポストシーズンは10月1日に開幕した。ナショナルリーグの第55回リーグチャンピオンシップシリーズ（英語: 55th National League Championship Series、以下「リーグ優勝決定戦」と表記）は、13日から20日にかけて計6試合が開催された。その結果、ロサンゼルス・ドジャース（西地区）がニューヨーク・メッツ（東地区）を4勝2敗で下し、4年ぶり25回目のリーグ優勝および22回目のワールドシリーズ進出を果たした。
両球団がポストシーズンで対戦するのは、2015年の地区シリーズ以来9年ぶり4度目。2022年にポストシーズン出場枠が拡大し、地区優勝を逃したワイルドカード球団の枠が1リーグあたり2→3へ増えて以来、ナショナルリーグ優勝決定戦は2年連続で第3ワイルドカード、すなわち2021年以前の形式であればポストシーズンへの出場すら叶わなかった球団が制していた。もし今シリーズをメッツが制した場合はそれが3年連続となるところだったが、今回はリーグ最高勝率のドジャースがそれを阻んだ。試合内容はどちらが勝つにしろ大差の試合が多く、点差が4点以上開いた試合が5試合以上あるシリーズはポストシーズン史上3年ぶり4度目、また6点以上開いた試合が4試合以上あるシリーズは14年ぶり3度目だった。シリーズMVPには、優勝を決めた第6戦の初回裏に逆転・決勝の2点二塁打を放つなど、6試合で打率.407・1本塁打・11打点・OPS 1.022を記録したドジャースのトミー・エドマンが選出された。このあとドジャースは、ワールドシリーズでもアメリカンリーグ王者ニューヨーク・ヤンキースを4勝1敗で下し、4年ぶり8度目の優勝を成し遂げた。
2021年、MLB機構が非銀行系住宅ローン会社のローンデポと契約を締結し、同社はその年から5年間リーグ優勝決定戦の冠スポンサーとなった。これにより、大会名はナショナルリーグチャンピオンシップシリーズ presented by ローンデポ（英語: National League Championship Series presented by loanDepot）となる。また2024年、MLB機構はドイツの作業服製造販売業者エンゲルベルト・シュトラウスとスポンサー契約を締結した。これにより2027年までの契約期間中、選手は今シリーズを含むポストシーズン全試合で同社の広告ロゴ入り打撃用ヘルメットを着用する。

## 両チームの2024年
10月9日にまずメッツ（東地区3位＝第3ワイルドカード）が、そして11日にはドジャース（西地区優勝）が、それぞれ地区シリーズ突破を決めてリーグ優勝決定戦へ駒を進めた。
メッツは2023年を75勝87敗と負け越すと、編成本部長にデビッド・スターンズを招聘して新体制を始動させた。そのオフは将来の持続的成功へ向けた移行期との位置づけから、選手補強では大物FA選手との長期契約はなく、層が薄い部分へ短期契約で穴埋めを施す動きに終始した。開幕前にはエースの千賀滉大が右肩を痛め、長期欠場に追い込まれた。シーズン序盤は苦しみ、5月29日には22勝33敗まで成績を落とす。ただその間にフランシスコ・リンドーアを1番へ置くなど打線を組み換えたことが奏功し、次第に勝率を上げていく。前半戦終了時には49勝46敗と勝ち越しに転じ、地区首位フィラデルフィア・フィリーズには12.5ゲーム差をつけられたものの、ワイルドカード争いではポストシーズン進出圏内の3位にいた。後半戦も同地区のアトランタ・ブレーブスや西地区のアリゾナ・ダイヤモンドバックスらとワイルドカードを争う。9月に投打とも好調となって勝利を積み重ね、同月30日のレギュラーシーズン最終日にワイルドカードを確保した。平均得点4.74はリーグ5位、防御率3.96はリーグ7位。リンドーアは成績でも精神面でも中心選手としてチームを支え、先発ローテーションでは千賀が1登板のみに終わったなか、オフに短期契約で加入したショーン・マネイアやルイス・セベリーノが好投した。ワイルドカードシリーズではミルウォーキー・ブルワーズを2勝1敗で、地区シリーズではフィリーズを3勝1敗で、それぞれ下した。
ドジャースは直近2年連続で100勝以上を挙げて地区優勝しながら、いずれの年も地区シリーズで同地区下位球団に敗れた。オフには打線に大谷翔平やテオスカー・ヘルナンデスを、先発ローテーションにタイラー・グラスノーや山本由伸を加えた。FAの大谷へ与えた10年契約はMLB史上最大の総額7億ドル、彼を含む4人の獲得へ投じたのは合計12億3500万ドル超という大型補強だった。2024年は開幕戦勝利から地区首位を譲らないまま、主力選手の負傷離脱も乗り越えてシーズンを進めていく。先発ローテーションは山本を筆頭に特に怪我人が多く、また打線もムーキー・ベッツやマックス・マンシーを欠いたが、それでも前半戦終了時には56勝41敗で2位サンディエゴ・パドレスに7.0ゲーム差をつけた。後半戦に入ると、7月30日のトレード期限までに獲得した救援投手マイケル・コペックや先発投手ジャック・フレアティが好投してチームを支える。パドレスには直接対決で負け越したうえ、後半戦に43勝20敗の高勝率を記録されて差を縮められたものの、9月26日に最後の直接対決を制して振り切り、地区王者の座を守った。平均得点5.20はリーグ2位、防御率3.90はリーグ6位。移籍1年目の大谷がMLB史上初のシーズン50本塁打・50盗塁を達成するなど打線を牽引し、投手陣では先発投手の負傷者続出を救援投手の充実ぶりが補った。ワイルドカードシリーズはリーグ最高勝率のため出場を免除され、地区シリーズではパドレスを3勝2敗で下した。
リーグ優勝決定戦の第1・2・6・7戦を本拠地で開催できる "ホームフィールド・アドバンテージ" は、地区優勝球団どうしやワイルドカード球団どうしの対戦の場合はレギュラーシーズンの勝率がより高いほうの球団に、地区優勝球団とワイルドカード球団が対戦する場合は地区優勝球団に与えられる。したがって今シリーズでは、ドジャースがアドバンテージを得る。この年のレギュラーシーズンでは両球団は6試合対戦し、ドジャースが4勝2敗と勝ち越していた。

## ロースター
両チームの出場選手登録（ロースター）は以下の通り。
- 名前の横の★はこの年のオールスターゲームに選出された選手を、＃はレギュラーシーズン開幕後に入団した選手を示す。
- 年齢は今シリーズ開幕時点でのもの。

| ニューヨーク・メッツ | ニューヨーク・メッツ | ニューヨーク・メッツ | ニューヨーク・メッツ       | ニューヨーク・メッツ | ニューヨーク・メッツ | ニューヨーク・メッツ | ロサンゼルス・ドジャース | ロサンゼルス・ドジャース | ロサンゼルス・ドジャース | ロサンゼルス・ドジャース  | ロサンゼルス・ドジャース | ロサンゼルス・ドジャース | ロサンゼルス・ドジャース |
| 守備位置             | 背番号               | 出身                 | 選手                       | 投                   | 打                   | 年齢                 | 守備位置                 | 背番号                   | 出身                     | 選手                      | 投                       | 打                       | 年齢                     |
| -------------------- | -------------------- | -------------------- | -------------------------- | -------------------- | -------------------- | -------------------- | ------------------------ | ------------------------ | ------------------------ | ------------------------- | ------------------------ | ------------------------ | ------------------------ |
| 投手                 | 70                   | ベネズエラの旗       | ホセ・ブット               | 右                   | 右                   | 26                   | 投手                     | 43                       | アメリカ合衆国の旗       | アンソニー・バンダ＃      | 左                       | 左                       | 31                       |
| 投手                 | 39                   | プエルトリコの旗     | エドウィン・ディアス       | 右                   | 右                   | 30                   | 投手                     | 57                       | アメリカ合衆国の旗       | ライアン・ブレイジア      | 右                       | 右                       | 37                       |
| 投手                 | 75                   | アメリカ合衆国の旗   | リード・ギャレット         | 右                   | 右                   | 31                   | 投手                     | 21                       | アメリカ合衆国の旗       | ウォーカー・ビューラー    | 右                       | 右                       | 30                       |
| 投手                 | 59                   | アメリカ合衆国の旗   | ショーン・マネイア         | 左                   | 右                   | 32                   | 投手                     | 78                       | アメリカ合衆国の旗       | ベン・カスパリアス        | 右                       | 右                       | 25                       |
| 投手                 | 88                   | アメリカ合衆国の旗   | フィル・メイトン＃         | 右                   | 右                   | 31                   | 投手                     | 0                        | アメリカ合衆国の旗       | ジャック・フレアティ＃    | 右                       | 右                       | 28                       |
| 投手                 | 38                   | アメリカ合衆国の旗   | タイラー・メギル           | 右                   | 右                   | 29                   | 投手                     | 60                       | ベネズエラの旗           | エドガルド・エンリケス    | 右                       | 右                       | 22                       |
| 投手                 | 23                   | アメリカ合衆国の旗   | デビッド・ピーターソン     | 左                   | 左                   | 29                   | 投手                     | 40                       | アメリカ合衆国の旗       | ブレント・ハニーウェル＃  | 右                       | 右                       | 29                       |
| 投手                 | 62                   | コロンビアの旗       | ホセ・キンタナ             | 左                   | 右                   | 35                   | 投手                     | 41                       | アメリカ合衆国の旗       | ダニエル・ハドソン        | 右                       | 右                       | 37                       |
| 投手                 | 34                   | 日本の旗             | 千賀滉大                   | 右                   | 左                   | 31                   | 投手                     | 96                       | アメリカ合衆国の旗       | ランドン・ナック          | 右                       | 左                       | 27                       |
| 投手                 | 40                   | ドミニカ共和国の旗   | ルイス・セベリーノ         | 右                   | 右                   | 30                   | 投手                     | 45                       | アメリカ合衆国の旗       | マイケル・コペック＃      | 右                       | 右                       | 28                       |
| 投手                 | 55                   | アメリカ合衆国の旗   | ライン・スタネック＃       | 右                   | 右                   | 33                   | 投手                     | 59                       | アメリカ合衆国の旗       | エバン・フィリップス      | 右                       | 右                       | 30                       |
| 投手                 | 81                   | アメリカ合衆国の旗   | ダニー・ヤング             | 左                   | 左                   | 30                   | 投手                     | 49                       | アメリカ合衆国の旗       | ブレイク・トレイネン      | 右                       | 右                       | 36                       |
| 捕手                 | 4                    | ベネズエラの旗       | フランシスコ・アルバレス   | 右                   | 右                   | 22                   | 投手                     | 18                       | 日本の旗                 | 山本由伸                  | 右                       | 右                       | 26                       |
| 捕手                 | 13                   | ベネズエラの旗       | ルイス・トレンズ＃         | 右                   | 右                   | 28                   | 捕手                     | 15                       | アメリカ合衆国の旗       | オースティン・バーンズ    | 右                       | 右                       | 34                       |
| 内野手               | 2                    | ベネズエラの旗       | ルイスアンヘル・アクーニャ | 右                   | 右                   | 22                   | 捕手                     | 16                       | アメリカ合衆国の旗       | ウィル・スミス★           | 右                       | 右                       | 29                       |
| 内野手               | 20                   | アメリカ合衆国の旗   | ピート・アロンソ★          | 右                   | 右                   | 29                   | 内野手                   | 25                       | アメリカ合衆国の旗       | トミー・エドマン＃        | 右                       | 両                       | 30                       |
| 内野手               | 11                   | キューバの旗         | ホセ・イグレシアス         | 右                   | 右                   | 35                   | 内野手                   | 5                        | アメリカ合衆国の旗       | フレディ・フリーマン★     | 右                       | 左                       | 35                       |
| 内野手               | 12                   | プエルトリコの旗     | フランシスコ・リンドーア   | 右                   | 両                   | 30                   | 内野手                   | 8                        | プエルトリコの旗         | エンリケ・ヘルナンデス    | 右                       | 右                       | 33                       |
| 内野手               | 1                    | アメリカ合衆国の旗   | ジェフ・マクニール         | 右                   | 左                   | 32                   | 内野手                   | 9                        | アメリカ合衆国の旗       | ギャビン・ラックス        | 右                       | 左                       | 26                       |
| 内野手               | 27                   | アメリカ合衆国の旗   | マーク・ビエントス         | 右                   | 右                   | 24                   | 内野手                   | 13                       | アメリカ合衆国の旗       | マックス・マンシー        | 右                       | 左                       | 34                       |
| 外野手               | 44                   | アメリカ合衆国の旗   | ハリソン・ベイダー         | 右                   | 右                   | 30                   | 外野手                   | 50                       | アメリカ合衆国の旗       | ムーキー・ベッツ★         | 右                       | 右                       | 32                       |
| 外野手               | 6                    | ドミニカ共和国の旗   | スターリング・マルテ       | 右                   | 右                   | 36                   | 外野手                   | 37                       | ドミニカ共和国の旗       | テオスカー・ヘルナンデス★ | 右                       | 右                       | 31                       |
| 外野手               | 28                   | アメリカ合衆国の旗   | J.D.マルティネス           | 右                   | 右                   | 37                   | 外野手                   | 93                       | アメリカ合衆国の旗       | ケビン・キアマイアー＃    | 右                       | 左                       | 34                       |
| 外野手               | 9                    | アメリカ合衆国の旗   | ブランドン・ニモ           | 右                   | 左                   | 31                   | 外野手                   | 44                       | キューバの旗             | アンディ・パヘス          | 右                       | 右                       | 23                       |
| 外野手               | 15                   | アメリカ合衆国の旗   | タイロン・テイラー         | 右                   | 右                   | 30                   | 外野手                   | 3                        | アメリカ合衆国の旗       | クリス・テイラー          | 右                       | 右                       | 34                       |
| 外野手               | 3                    | アメリカ合衆国の旗   | ジェシー・ウィンカー＃     | 左                   | 左                   | 31                   | 指名打者                 | 17                       | 日本の旗                 | 大谷翔平★                 | 右                       | 左                       | 30                       |

メッツは地区シリーズのロースターから投手のアダム・オッタビーノを外し、内野手のジェフ・マクニールを加えた。マクニールは二塁と外野の両翼を守ることができ、この年のレギュラーシーズンでは二塁で95試合、左翼で12試合と右翼で10試合に先発出場していた。だが9月6日の試合で右手首に死球を受けて骨折し、ワイルドカードシリーズと地区シリーズではロースターを外れた。復帰したての今シリーズでは左の代打としての起用が主になると見込まれるが、内外野を守れる左打者の存在は選手起用に幅をもたらす。投手陣では、右のオッタビーノと左のダニー・ヤングに今ポストシーズンでの登板機会がなかった。ただ救援左腕はヤング以外にはロングリリーフ要員のデビッド・ピーターソンしかおらず、相手打線は大谷翔平やフレディ・フリーマンといった左の強打者を擁するため、オッタビーノが余剰人員となった。
ドジャースは地区シリーズのロースターから投手と野手をひとりずつ入れ替え、投手は左のアレックス・ベシアから右のブレント・ハニーウェルへ、野手は内野手のミゲル・ロハスから外野手のケビン・キアマイアーへ、それぞれ変更した。ベシアとロハスが外れたのは、ともに故障のためである。ロハスは左太股に痛みを抱え、レギュラーシーズン終盤にはコルチゾン注射による治療を受けながら出場を続けていた。しかし地区シリーズ第3戦の3回表、走者として三塁へ達したところで代走と交代し、それ以降は出場がなかった。ベシアは地区シリーズでは3試合3.0イニングで無失点だったが、第5戦の8回表にイニングまたぎでマウンドへ上がった際、投球練習で右脇腹を痛めて続投を断念した。ロハスが守ってきた遊撃にはトミー・エドマンを入れることで穴が埋まるが、投手陣のほうは左投手がアンソニー・バンダのみと手薄になる。

## 開幕前の予想
MLB.comが所属記者・アナリスト45人にどちらがシリーズを制するか予想させたところ、メッツ勝利予想が26人に対しドジャース勝利予想が19人という結果となった。しかし他の媒体が実施した同様の企画ではドジャース勝利予想のほうが多く『ジ・アスレチック』では記者数不明ながら全記者中の71.4%が、ESPNでは14人中8人が、『ニューヨーク・ポスト』では6人中4人が、それぞれドジャースを支持した。CBSスポーツの企画では、記者6人の支持がメッツとドジャースで3人ずつ半々に分かれた。

## 試合結果
2024年のナショナルリーグ優勝決定戦は10月13日に開幕し、途中に移動日を挟んで8日間で6試合が行われた。日程・結果は以下の通り。
| 日付                                                     | 試合  | ビジター球団（先攻）     | スコア | ホーム球団（後攻）       | 開催球場             | 開催球場                               |
| -------------------------------------------------------- | ----- | ------------------------ | ------ | ------------------------ | -------------------- | -------------------------------------- |
| 10月13日（日）                                           | 第1戦 | ニューヨーク・メッツ     | 0－9   | ロサンゼルス・ドジャース | ドジャー・スタジアム | シティ・フィールドドジャー・スタジアム |
| 10月14日（月）                                           | 第2戦 | ニューヨーク・メッツ     | 7－3   | ロサンゼルス・ドジャース | ドジャー・スタジアム | シティ・フィールドドジャー・スタジアム |
| 10月15日（火）                                           |       | 移動日                   | 移動日 | 移動日                   |                      | シティ・フィールドドジャー・スタジアム |
| 10月16日（水）                                           | 第3戦 | ロサンゼルス・ドジャース | 8－0   | ニューヨーク・メッツ     | シティ・フィールド   | シティ・フィールドドジャー・スタジアム |
| 10月17日（木）                                           | 第4戦 | ロサンゼルス・ドジャース | 10－2  | ニューヨーク・メッツ     | シティ・フィールド   | シティ・フィールドドジャー・スタジアム |
| 10月18日（金）                                           | 第5戦 | ロサンゼルス・ドジャース | 6－12  | ニューヨーク・メッツ     | シティ・フィールド   | シティ・フィールドドジャー・スタジアム |
| 10月19日（土）                                           |       | 移動日                   | 移動日 | 移動日                   |                      | シティ・フィールドドジャー・スタジアム |
| 10月20日（日）                                           | 第6戦 | ニューヨーク・メッツ     | 5－10  | ロサンゼルス・ドジャース | ドジャー・スタジアム | シティ・フィールドドジャー・スタジアム |
| 優勝：ロサンゼルス・ドジャース（4勝2敗 / 4年ぶり25度目） |       |                          |        |                          |                      | シティ・フィールドドジャー・スタジアム |

### 第1戦 10月13日
- ドジャー・スタジアム（カリフォルニア州ロサンゼルス）

|                          | 1 | 2 | 3 | 4 | 5 | 6 | 7 | 8 | 9 | R | H | E |
| ------------------------ | - | - | - | - | - | - | - | - | - | - | - | - |
| ニューヨーク・メッツ     | 0 | 0 | 0 | 0 | 0 | 0 | 0 | 0 | 0 | 0 | 3 | 2 |
| ロサンゼルス・ドジャース | 2 | 1 | 0 | 3 | 0 | 0 | 0 | 3 | X | 9 | 9 | 0 |

1. 勝利：ジャック・フレアティ（1勝）
2. 敗戦：千賀滉大（1敗）
3. 審判
［球審］ジェレミー・リーハック
［塁審］一塁: マービン・ハドソン、二塁: ニック・レンツ、三塁: ビル・ミラー
［外審］左翼: デビッド・ラックリー、右翼: ジョーダン・ベイカー
4. 試合開始時刻: 太平洋夏時間（UTC-7）午後5時15分  試合時間: 2時間52分  観客: 5万3503人  気温: 73°F（22.8°C）
詳細: MLB.com Gameday / ESPN.com / Baseball-Reference.com / FanGraphs

| ニューヨーク・メッツ | ニューヨーク・メッツ | ニューヨーク・メッツ | ニューヨーク・メッツ | ニューヨーク・メッツ                                                                                              | ロサンゼルス・ドジャース | ロサンゼルス・ドジャース | ロサンゼルス・ドジャース | ロサンゼルス・ドジャース | ロサンゼルス・ドジャース                                                                                            |
| -------------------- | -------------------- | -------------------- | -------------------- | --- | ------------------------ | ------------------------ | ------------------------ | ------------------------ | --- |
| 打順                 | 守備                 | 選手                 | 打席                 | 千賀滉大F・アルバレスP・アロンソJ・イグレシアスM・ビエントスF・リンドーアB・ニモT・テイラーS・マルテJ・ウィンカー | 打順                     | 守備                     | 選手                     | 打席                     | J・フレアティW・スミスF・フリーマンG・ラックスM・マンシーT・エドマンT・ヘルナンデスE・ヘルナンデスM・ベッツ大谷翔平 |
| 1                    | 遊                   | F・リンドーア        | 両                   | 千賀滉大F・アルバレスP・アロンソJ・イグレシアスM・ビエントスF・リンドーアB・ニモT・テイラーS・マルテJ・ウィンカー | 1                        | DH                       | 大谷翔平                 | 左                       | J・フレアティW・スミスF・フリーマンG・ラックスM・マンシーT・エドマンT・ヘルナンデスE・ヘルナンデスM・ベッツ大谷翔平 |
| 2                    | 三                   | M・ビエントス        | 右                   | 千賀滉大F・アルバレスP・アロンソJ・イグレシアスM・ビエントスF・リンドーアB・ニモT・テイラーS・マルテJ・ウィンカー | 2                        | 右                       | M・ベッツ                | 右                       | J・フレアティW・スミスF・フリーマンG・ラックスM・マンシーT・エドマンT・ヘルナンデスE・ヘルナンデスM・ベッツ大谷翔平 |
| 3                    | 左                   | B・ニモ              | 左                   | 千賀滉大F・アルバレスP・アロンソJ・イグレシアスM・ビエントスF・リンドーアB・ニモT・テイラーS・マルテJ・ウィンカー | 3                        | 一                       | F・フリーマン            | 左                       | J・フレアティW・スミスF・フリーマンG・ラックスM・マンシーT・エドマンT・ヘルナンデスE・ヘルナンデスM・ベッツ大谷翔平 |
| 4                    | 一                   | P・アロンソ          | 右                   | 千賀滉大F・アルバレスP・アロンソJ・イグレシアスM・ビエントスF・リンドーアB・ニモT・テイラーS・マルテJ・ウィンカー | 4                        | 左                       | T・ヘルナンデス          | 右                       | J・フレアティW・スミスF・フリーマンG・ラックスM・マンシーT・エドマンT・ヘルナンデスE・ヘルナンデスM・ベッツ大谷翔平 |
| 5                    | 右                   | S・マルテ            | 右                   | 千賀滉大F・アルバレスP・アロンソJ・イグレシアスM・ビエントスF・リンドーアB・ニモT・テイラーS・マルテJ・ウィンカー | 5                        | 捕                       | W・スミス                | 右                       | J・フレアティW・スミスF・フリーマンG・ラックスM・マンシーT・エドマンT・ヘルナンデスE・ヘルナンデスM・ベッツ大谷翔平 |
| 6                    | DH                   | J・ウィンカー        | 左                   | 千賀滉大F・アルバレスP・アロンソJ・イグレシアスM・ビエントスF・リンドーアB・ニモT・テイラーS・マルテJ・ウィンカー | 6                        | 三                       | M・マンシー              | 左                       | J・フレアティW・スミスF・フリーマンG・ラックスM・マンシーT・エドマンT・ヘルナンデスE・ヘルナンデスM・ベッツ大谷翔平 |
| 7                    | 二                   | J・イグレシアス      | 右                   | 千賀滉大F・アルバレスP・アロンソJ・イグレシアスM・ビエントスF・リンドーアB・ニモT・テイラーS・マルテJ・ウィンカー | 7                        | 中                       | E・ヘルナンデス          | 右                       | J・フレアティW・スミスF・フリーマンG・ラックスM・マンシーT・エドマンT・ヘルナンデスE・ヘルナンデスM・ベッツ大谷翔平 |
| 8                    | 中                   | T・テイラー          | 右                   | 千賀滉大F・アルバレスP・アロンソJ・イグレシアスM・ビエントスF・リンドーアB・ニモT・テイラーS・マルテJ・ウィンカー | 8                        | 二                       | G・ラックス              | 左                       | J・フレアティW・スミスF・フリーマンG・ラックスM・マンシーT・エドマンT・ヘルナンデスE・ヘルナンデスM・ベッツ大谷翔平 |
| 9                    | 捕                   | F・アルバレス        | 右                   | 千賀滉大F・アルバレスP・アロンソJ・イグレシアスM・ビエントスF・リンドーアB・ニモT・テイラーS・マルテJ・ウィンカー | 9                        | 遊                       | T・エドマン              | 両                       | J・フレアティW・スミスF・フリーマンG・ラックスM・マンシーT・エドマンT・ヘルナンデスE・ヘルナンデスM・ベッツ大谷翔平 |
| 先発投手             | 先発投手             | 先発投手             | 投球                 | 千賀滉大F・アルバレスP・アロンソJ・イグレシアスM・ビエントスF・リンドーアB・ニモT・テイラーS・マルテJ・ウィンカー | 先発投手                 | 先発投手                 | 先発投手                 | 投球                     | J・フレアティW・スミスF・フリーマンG・ラックスM・マンシーT・エドマンT・ヘルナンデスE・ヘルナンデスM・ベッツ大谷翔平 |
| 千賀滉大             | 千賀滉大             | 千賀滉大             | 右                   | 千賀滉大F・アルバレスP・アロンソJ・イグレシアスM・ビエントスF・リンドーアB・ニモT・テイラーS・マルテJ・ウィンカー | J・フレアティ            | J・フレアティ            | J・フレアティ            | 右                       | J・フレアティW・スミスF・フリーマンG・ラックスM・マンシーT・エドマンT・ヘルナンデスE・ヘルナンデスM・ベッツ大谷翔平 |

### 第2戦 10月14日
- ドジャー・スタジアム（カリフォルニア州ロサンゼルス）

|                          | 1 | 2 | 3 | 4 | 5 | 6 | 7 | 8 | 9 | R | H  | E |
| ------------------------ | - | - | - | - | - | - | - | - | - | - | -- | - |
| ニューヨーク・メッツ     | 1 | 5 | 0 | 0 | 0 | 0 | 0 | 0 | 1 | 7 | 10 | 1 |
| ロサンゼルス・ドジャース | 0 | 0 | 0 | 0 | 1 | 2 | 0 | 0 | 0 | 3 | 5  | 1 |

1. 勝利：ショーン・マネイア（1勝）
2. セーブ：エドウィン・ディアス（1S）
3. 敗戦：ライアン・ブレイジア（1敗）
4. 本塁打
NYM：フランシスコ・リンドーア1号ソロ、マーク・ビエントス1号満塁
LAD：マックス・マンシー1号ソロ
5. 審判
［球審］マイク・ムフリンスキー
［塁審］一塁: ニック・レンツ、二塁: ビル・ミラー、三塁: デビッド・ラックリー
［外審］左翼: ジョーダン・ベイカー、右翼: ジェレミー・リーハック
6. 試合開始時刻: 太平洋夏時間（UTC-7）午後1時8分  試合時間: 3時間27分  観客: 5万2926人  気温: 73°F（22.8°C）
詳細: MLB.com Gameday / ESPN.com / Baseball-Reference.com / FanGraphs

| ニューヨーク・メッツ | ニューヨーク・メッツ | ニューヨーク・メッツ | ニューヨーク・メッツ | ニューヨーク・メッツ                                                                                                 | ロサンゼルス・ドジャース | ロサンゼルス・ドジャース | ロサンゼルス・ドジャース | ロサンゼルス・ドジャース | ロサンゼルス・ドジャース                                                                                          |
| -------------------- | -------------------- | -------------------- | -------------------- | --- | ------------------------ | ------------------------ | ------------------------ | ------------------------ | --- |
| 打順                 | 守備                 | 選手                 | 打席                 | S・マネイアF・アルバレスP・アロンソJ・イグレシアスM・ビエントスF・リンドーアB・ニモT・テイラーS・マルテJ・ウィンカー | 打順                     | 守備                     | 選手                     | 打席                     | R・ブレイジアW・スミスF・フリーマンE・ヘルナンデスM・マンシーT・エドマンT・ヘルナンデスA・パヘスM・ベッツ大谷翔平 |
| 1                    | 遊                   | F・リンドーア        | 両                   | S・マネイアF・アルバレスP・アロンソJ・イグレシアスM・ビエントスF・リンドーアB・ニモT・テイラーS・マルテJ・ウィンカー | 1                        | DH                       | 大谷翔平                 | 左                       | R・ブレイジアW・スミスF・フリーマンE・ヘルナンデスM・マンシーT・エドマンT・ヘルナンデスA・パヘスM・ベッツ大谷翔平 |
| 2                    | 三                   | M・ビエントス        | 右                   | S・マネイアF・アルバレスP・アロンソJ・イグレシアスM・ビエントスF・リンドーアB・ニモT・テイラーS・マルテJ・ウィンカー | 2                        | 右                       | M・ベッツ                | 右                       | R・ブレイジアW・スミスF・フリーマンE・ヘルナンデスM・マンシーT・エドマンT・ヘルナンデスA・パヘスM・ベッツ大谷翔平 |
| 3                    | 左                   | B・ニモ              | 左                   | S・マネイアF・アルバレスP・アロンソJ・イグレシアスM・ビエントスF・リンドーアB・ニモT・テイラーS・マルテJ・ウィンカー | 3                        | 左                       | T・ヘルナンデス          | 右                       | R・ブレイジアW・スミスF・フリーマンE・ヘルナンデスM・マンシーT・エドマンT・ヘルナンデスA・パヘスM・ベッツ大谷翔平 |
| 4                    | 一                   | P・アロンソ          | 右                   | S・マネイアF・アルバレスP・アロンソJ・イグレシアスM・ビエントスF・リンドーアB・ニモT・テイラーS・マルテJ・ウィンカー | 4                        | 一                       | F・フリーマン            | 左                       | R・ブレイジアW・スミスF・フリーマンE・ヘルナンデスM・マンシーT・エドマンT・ヘルナンデスA・パヘスM・ベッツ大谷翔平 |
| 5                    | 右                   | S・マルテ            | 右                   | S・マネイアF・アルバレスP・アロンソJ・イグレシアスM・ビエントスF・リンドーアB・ニモT・テイラーS・マルテJ・ウィンカー | 5                        | 捕                       | W・スミス                | 右                       | R・ブレイジアW・スミスF・フリーマンE・ヘルナンデスM・マンシーT・エドマンT・ヘルナンデスA・パヘスM・ベッツ大谷翔平 |
| 6                    | DH                   | J・ウィンカー        | 左                   | S・マネイアF・アルバレスP・アロンソJ・イグレシアスM・ビエントスF・リンドーアB・ニモT・テイラーS・マルテJ・ウィンカー | 6                        | 遊                       | T・エドマン              | 両                       | R・ブレイジアW・スミスF・フリーマンE・ヘルナンデスM・マンシーT・エドマンT・ヘルナンデスA・パヘスM・ベッツ大谷翔平 |
| 7                    | 二                   | J・イグレシアス      | 右                   | S・マネイアF・アルバレスP・アロンソJ・イグレシアスM・ビエントスF・リンドーアB・ニモT・テイラーS・マルテJ・ウィンカー | 7                        | 三                       | M・マンシー              | 左                       | R・ブレイジアW・スミスF・フリーマンE・ヘルナンデスM・マンシーT・エドマンT・ヘルナンデスA・パヘスM・ベッツ大谷翔平 |
| 8                    | 中                   | T・テイラー          | 右                   | S・マネイアF・アルバレスP・アロンソJ・イグレシアスM・ビエントスF・リンドーアB・ニモT・テイラーS・マルテJ・ウィンカー | 8                        | 二                       | E・ヘルナンデス          | 右                       | R・ブレイジアW・スミスF・フリーマンE・ヘルナンデスM・マンシーT・エドマンT・ヘルナンデスA・パヘスM・ベッツ大谷翔平 |
| 9                    | 捕                   | F・アルバレス        | 右                   | S・マネイアF・アルバレスP・アロンソJ・イグレシアスM・ビエントスF・リンドーアB・ニモT・テイラーS・マルテJ・ウィンカー | 9                        | 中                       | A・パヘス                | 右                       | R・ブレイジアW・スミスF・フリーマンE・ヘルナンデスM・マンシーT・エドマンT・ヘルナンデスA・パヘスM・ベッツ大谷翔平 |
| 先発投手             | 先発投手             | 先発投手             | 投球                 | S・マネイアF・アルバレスP・アロンソJ・イグレシアスM・ビエントスF・リンドーアB・ニモT・テイラーS・マルテJ・ウィンカー | 先発投手                 | 先発投手                 | 先発投手                 | 投球                     | R・ブレイジアW・スミスF・フリーマンE・ヘルナンデスM・マンシーT・エドマンT・ヘルナンデスA・パヘスM・ベッツ大谷翔平 |
| S・マネイア          | S・マネイア          | S・マネイア          | 左                   | S・マネイアF・アルバレスP・アロンソJ・イグレシアスM・ビエントスF・リンドーアB・ニモT・テイラーS・マルテJ・ウィンカー | R・ブレイジア            | R・ブレイジア            | R・ブレイジア            | 右                       | R・ブレイジアW・スミスF・フリーマンE・ヘルナンデスM・マンシーT・エドマンT・ヘルナンデスA・パヘスM・ベッツ大谷翔平 |

### 第3戦 10月16日
- シティ・フィールド（ニューヨーク州ニューヨーク市クイーンズ区）

|                          | 1 | 2 | 3 | 4 | 5 | 6 | 7 | 8 | 9 | R | H  | E |
| ------------------------ | - | - | - | - | - | - | - | - | - | - | -- | - |
| ロサンゼルス・ドジャース | 0 | 2 | 0 | 0 | 0 | 2 | 0 | 3 | 1 | 8 | 10 | 0 |
| ニューヨーク・メッツ     | 0 | 0 | 0 | 0 | 0 | 0 | 0 | 0 | 0 | 0 | 4  | 1 |

1. 勝利：マイケル・コペック（1勝）
2. 敗戦：ルイス・セベリーノ（1敗）
3. 本塁打
LAD：エンリケ・ヘルナンデス1号2ラン、大谷翔平1号3ラン、マックス・マンシー2号ソロ
4. 審判
［球審］マービン・ハドソン
［塁審］一塁: ビル・ミラー、二塁: デビッド・ラックリー、三塁: ジョーダン・ベイカー
［外審］左翼: ジェレミー・リーハック、右翼: マイク・ムフリンスキー
5. 試合開始時刻: 東部夏時間（UTC-4）午後8時9分  試合時間: 3時間11分  観客: 4万3883人  気温: 51°F（10.6°C）
詳細: MLB.com Gameday / ESPN.com / Baseball-Reference.com / FanGraphs

| ロサンゼルス・ドジャース | ロサンゼルス・ドジャース | ロサンゼルス・ドジャース | ロサンゼルス・ドジャース | ロサンゼルス・ドジャース                                                                                            | ニューヨーク・メッツ | ニューヨーク・メッツ | ニューヨーク・メッツ | ニューヨーク・メッツ | ニューヨーク・メッツ |
| ------------------------ | ------------------------ | ------------------------ | ------------------------ | --- | -------------------- | -------------------- | -------------------- | -------------------- | --- |
| 打順                     | 守備                     | 選手                     | 打席                     | W・ビューラーW・スミスF・フリーマンG・ラックスM・マンシーT・エドマンT・ヘルナンデスE・ヘルナンデスM・ベッツ大谷翔平 | 打順                 | 守備                 | 選手                 | 打席                 | L・セベリーノF・アルバレスP・アロンソJ・イグレシアスM・ビエントスF・リンドーアB・ニモT・テイラーS・マルテJ・マルティネス |
| 1                        | DH                       | 大谷翔平                 | 左                       | W・ビューラーW・スミスF・フリーマンG・ラックスM・マンシーT・エドマンT・ヘルナンデスE・ヘルナンデスM・ベッツ大谷翔平 | 1                    | 遊                   | F・リンドーア        | 両                   | L・セベリーノF・アルバレスP・アロンソJ・イグレシアスM・ビエントスF・リンドーアB・ニモT・テイラーS・マルテJ・マルティネス |
| 2                        | 右                       | M・ベッツ                | 右                       | W・ビューラーW・スミスF・フリーマンG・ラックスM・マンシーT・エドマンT・ヘルナンデスE・ヘルナンデスM・ベッツ大谷翔平 | 2                    | 三                   | M・ビエントス        | 右                   | L・セベリーノF・アルバレスP・アロンソJ・イグレシアスM・ビエントスF・リンドーアB・ニモT・テイラーS・マルテJ・マルティネス |
| 3                        | 一                       | F・フリーマン            | 左                       | W・ビューラーW・スミスF・フリーマンG・ラックスM・マンシーT・エドマンT・ヘルナンデスE・ヘルナンデスM・ベッツ大谷翔平 | 3                    | 左                   | B・ニモ              | 左                   | L・セベリーノF・アルバレスP・アロンソJ・イグレシアスM・ビエントスF・リンドーアB・ニモT・テイラーS・マルテJ・マルティネス |
| 4                        | 三                       | M・マンシー              | 左                       | W・ビューラーW・スミスF・フリーマンG・ラックスM・マンシーT・エドマンT・ヘルナンデスE・ヘルナンデスM・ベッツ大谷翔平 | 4                    | 一                   | P・アロンソ          | 右                   | L・セベリーノF・アルバレスP・アロンソJ・イグレシアスM・ビエントスF・リンドーアB・ニモT・テイラーS・マルテJ・マルティネス |
| 5                        | 左                       | T・ヘルナンデス          | 右                       | W・ビューラーW・スミスF・フリーマンG・ラックスM・マンシーT・エドマンT・ヘルナンデスE・ヘルナンデスM・ベッツ大谷翔平 | 5                    | 右                   | S・マルテ            | 右                   | L・セベリーノF・アルバレスP・アロンソJ・イグレシアスM・ビエントスF・リンドーアB・ニモT・テイラーS・マルテJ・マルティネス |
| 6                        | 二                       | G・ラックス              | 左                       | W・ビューラーW・スミスF・フリーマンG・ラックスM・マンシーT・エドマンT・ヘルナンデスE・ヘルナンデスM・ベッツ大谷翔平 | 6                    | DH                   | J・マルティネス      | 右                   | L・セベリーノF・アルバレスP・アロンソJ・イグレシアスM・ビエントスF・リンドーアB・ニモT・テイラーS・マルテJ・マルティネス |
| 7                        | 捕                       | W・スミス                | 右                       | W・ビューラーW・スミスF・フリーマンG・ラックスM・マンシーT・エドマンT・ヘルナンデスE・ヘルナンデスM・ベッツ大谷翔平 | 7                    | 二                   | J・イグレシアス      | 右                   | L・セベリーノF・アルバレスP・アロンソJ・イグレシアスM・ビエントスF・リンドーアB・ニモT・テイラーS・マルテJ・マルティネス |
| 8                        | 遊                       | T・エドマン              | 両                       | W・ビューラーW・スミスF・フリーマンG・ラックスM・マンシーT・エドマンT・ヘルナンデスE・ヘルナンデスM・ベッツ大谷翔平 | 8                    | 中                   | T・テイラー          | 右                   | L・セベリーノF・アルバレスP・アロンソJ・イグレシアスM・ビエントスF・リンドーアB・ニモT・テイラーS・マルテJ・マルティネス |
| 9                        | 中                       | E・ヘルナンデス          | 右                       | W・ビューラーW・スミスF・フリーマンG・ラックスM・マンシーT・エドマンT・ヘルナンデスE・ヘルナンデスM・ベッツ大谷翔平 | 9                    | 捕                   | F・アルバレス        | 右                   | L・セベリーノF・アルバレスP・アロンソJ・イグレシアスM・ビエントスF・リンドーアB・ニモT・テイラーS・マルテJ・マルティネス |
| 先発投手                 | 先発投手                 | 先発投手                 | 投球                     | W・ビューラーW・スミスF・フリーマンG・ラックスM・マンシーT・エドマンT・ヘルナンデスE・ヘルナンデスM・ベッツ大谷翔平 | 先発投手             | 先発投手             | 先発投手             | 投球                 | L・セベリーノF・アルバレスP・アロンソJ・イグレシアスM・ビエントスF・リンドーアB・ニモT・テイラーS・マルテJ・マルティネス |
| W・ビューラー            | W・ビューラー            | W・ビューラー            | 右                       | W・ビューラーW・スミスF・フリーマンG・ラックスM・マンシーT・エドマンT・ヘルナンデスE・ヘルナンデスM・ベッツ大谷翔平 | L・セベリーノ        | L・セベリーノ        | L・セベリーノ        | 右                   | L・セベリーノF・アルバレスP・アロンソJ・イグレシアスM・ビエントスF・リンドーアB・ニモT・テイラーS・マルテJ・マルティネス |

### 第4戦 10月17日
- シティ・フィールド（ニューヨーク州ニューヨーク市クイーンズ区）

|                          | 1 | 2 | 3 | 4 | 5 | 6 | 7 | 8 | 9 | R  | H  | E |
| ------------------------ | - | - | - | - | - | - | - | - | - | -- | -- | - |
| ロサンゼルス・ドジャース | 1 | 0 | 2 | 2 | 0 | 2 | 0 | 3 | 0 | 10 | 12 | 0 |
| ニューヨーク・メッツ     | 1 | 0 | 1 | 0 | 0 | 0 | 0 | 0 | 0 | 2  | 10 | 0 |

1. 勝利：エバン・フィリップス（1勝）
2. 敗戦：ホセ・キンタナ（1敗）
3. 本塁打
LAD：大谷翔平2号ソロ、ムーキー・ベッツ1号2ラン
NYM：マーク・ビエントス2号ソロ
4. 審判
［球審］ニック・レンツ
［塁審］一塁: デビッド・ラックリー、二塁: ジョーダン・ベイカー、三塁: ジェレミー・リーハック
［外審］左翼: マイク・ムフリンスキー、右翼: マービン・ハドソン
5. 試合開始時刻: 東部夏時間（UTC-4）午後8時9分  試合時間: 3時間39分  観客: 4万3882人  気温: 53°F（11.7°C）
詳細: MLB.com Gameday / ESPN.com / Baseball-Reference.com / FanGraphs

| ロサンゼルス・ドジャース | ロサンゼルス・ドジャース | ロサンゼルス・ドジャース | ロサンゼルス・ドジャース | ロサンゼルス・ドジャース                                                                                      | ニューヨーク・メッツ | ニューヨーク・メッツ | ニューヨーク・メッツ | ニューヨーク・メッツ | ニューヨーク・メッツ                                                                                                   |
| ------------------------ | ------------------------ | ------------------------ | ------------------------ | --- | -------------------- | -------------------- | -------------------- | -------------------- | --- |
| 打順                     | 守備                     | 選手                     | 打席                     | 山本由伸W・スミスM・マンシーC・テイラーE・ヘルナン · デスT・エドマンT・ヘルナンデスA・パヘスM・ベッツ大谷翔平 | 打順                 | 守備                 | 選手                 | 打席                 | J・キンタナF・アルバレスP・アロンソJ・イグレシアスM・ビエントスF・リンドーアB・ニモH・ベイダーS・マルテJ・マルティネス |
| 1                        | DH                       | 大谷翔平                 | 左                       | 山本由伸W・スミスM・マンシーC・テイラーE・ヘルナン · デスT・エドマンT・ヘルナンデスA・パヘスM・ベッツ大谷翔平 | 1                    | 遊                   | F・リンドーア        | 両                   | J・キンタナF・アルバレスP・アロンソJ・イグレシアスM・ビエントスF・リンドーアB・ニモH・ベイダーS・マルテJ・マルティネス |
| 2                        | 右                       | M・ベッツ                | 右                       | 山本由伸W・スミスM・マンシーC・テイラーE・ヘルナン · デスT・エドマンT・ヘルナンデスA・パヘスM・ベッツ大谷翔平 | 2                    | 三                   | M・ビエントス        | 右                   | J・キンタナF・アルバレスP・アロンソJ・イグレシアスM・ビエントスF・リンドーアB・ニモH・ベイダーS・マルテJ・マルティネス |
| 3                        | 左                       | T・ヘルナンデス          | 右                       | 山本由伸W・スミスM・マンシーC・テイラーE・ヘルナン · デスT・エドマンT・ヘルナンデスA・パヘスM・ベッツ大谷翔平 | 3                    | 一                   | P・アロンソ          | 右                   | J・キンタナF・アルバレスP・アロンソJ・イグレシアスM・ビエントスF・リンドーアB・ニモH・ベイダーS・マルテJ・マルティネス |
| 4                        | 遊                       | T・エドマン              | 両                       | 山本由伸W・スミスM・マンシーC・テイラーE・ヘルナン · デスT・エドマンT・ヘルナンデスA・パヘスM・ベッツ大谷翔平 | 4                    | 左                   | B・ニモ              | 左                   | J・キンタナF・アルバレスP・アロンソJ・イグレシアスM・ビエントスF・リンドーアB・ニモH・ベイダーS・マルテJ・マルティネス |
| 5                        | 三                       | E・ヘルナンデス          | 右                       | 山本由伸W・スミスM・マンシーC・テイラーE・ヘルナン · デスT・エドマンT・ヘルナンデスA・パヘスM・ベッツ大谷翔平 | 5                    | 右                   | S・マルテ            | 右                   | J・キンタナF・アルバレスP・アロンソJ・イグレシアスM・ビエントスF・リンドーアB・ニモH・ベイダーS・マルテJ・マルティネス |
| 6                        | 一                       | M・マンシー              | 左                       | 山本由伸W・スミスM・マンシーC・テイラーE・ヘルナン · デスT・エドマンT・ヘルナンデスA・パヘスM・ベッツ大谷翔平 | 6                    | DH                   | J・マルティネス      | 右                   | J・キンタナF・アルバレスP・アロンソJ・イグレシアスM・ビエントスF・リンドーアB・ニモH・ベイダーS・マルテJ・マルティネス |
| 7                        | 捕                       | W・スミス                | 右                       | 山本由伸W・スミスM・マンシーC・テイラーE・ヘルナン · デスT・エドマンT・ヘルナンデスA・パヘスM・ベッツ大谷翔平 | 7                    | 二                   | J・イグレシアス      | 右                   | J・キンタナF・アルバレスP・アロンソJ・イグレシアスM・ビエントスF・リンドーアB・ニモH・ベイダーS・マルテJ・マルティネス |
| 8                        | 中                       | A・パヘス                | 右                       | 山本由伸W・スミスM・マンシーC・テイラーE・ヘルナン · デスT・エドマンT・ヘルナンデスA・パヘスM・ベッツ大谷翔平 | 8                    | 中                   | H・ベイダー          | 右                   | J・キンタナF・アルバレスP・アロンソJ・イグレシアスM・ビエントスF・リンドーアB・ニモH・ベイダーS・マルテJ・マルティネス |
| 9                        | 二                       | C・テイラー              | 右                       | 山本由伸W・スミスM・マンシーC・テイラーE・ヘルナン · デスT・エドマンT・ヘルナンデスA・パヘスM・ベッツ大谷翔平 | 9                    | 捕                   | F・アルバレス        | 右                   | J・キンタナF・アルバレスP・アロンソJ・イグレシアスM・ビエントスF・リンドーアB・ニモH・ベイダーS・マルテJ・マルティネス |
| 先発投手                 | 先発投手                 | 先発投手                 | 投球                     | 山本由伸W・スミスM・マンシーC・テイラーE・ヘルナン · デスT・エドマンT・ヘルナンデスA・パヘスM・ベッツ大谷翔平 | 先発投手             | 先発投手             | 先発投手             | 投球                 | J・キンタナF・アルバレスP・アロンソJ・イグレシアスM・ビエントスF・リンドーアB・ニモH・ベイダーS・マルテJ・マルティネス |
| 山本由伸                 | 山本由伸                 | 山本由伸                 | 右                       | 山本由伸W・スミスM・マンシーC・テイラーE・ヘルナン · デスT・エドマンT・ヘルナンデスA・パヘスM・ベッツ大谷翔平 | J・キンタナ          | J・キンタナ          | J・キンタナ          | 左                   | J・キンタナF・アルバレスP・アロンソJ・イグレシアスM・ビエントスF・リンドーアB・ニモH・ベイダーS・マルテJ・マルティネス |

### 第5戦 10月18日
- シティ・フィールド（ニューヨーク州ニューヨーク市クイーンズ区）

|                          | 1 | 2 | 3 | 4 | 5 | 6 | 7 | 8 | 9 | R  | H  | E |
| ------------------------ | - | - | - | - | - | - | - | - | - | -- | -- | - |
| ロサンゼルス・ドジャース | 0 | 1 | 0 | 1 | 3 | 1 | 0 | 0 | 0 | 6  | 9  | 0 |
| ニューヨーク・メッツ     | 3 | 0 | 5 | 2 | 0 | 1 | 0 | 1 | X | 12 | 14 | 0 |

1. 勝利：ライン・スタネック（1勝）
2. 敗戦：ジャック・フレアティ（1勝1敗）
3. 本塁打
LAD：アンディ・パヘス1号ソロ・2号3ラン、ムーキー・ベッツ2号ソロ
NYM：ピート・アロンソ1号3ラン
4. 審判
［球審］ビル・ミラー
［塁審］一塁: ジョーダン・ベイカー、二塁: ジェレミー・リーハック、三塁: マイク・ムフリンスキー
［外審］左翼: マービン・ハドソン、右翼: ニック・レンツ
5. 試合開始時刻: 東部夏時間（UTC-4）午後5時8分  試合時間: 3時間8分  観客: 4万3841人  気温: 67°F（19.4°C）
詳細: MLB.com Gameday / ESPN.com / Baseball-Reference.com / FanGraphs

| ロサンゼルス・ドジャース | ロサンゼルス・ドジャース | ロサンゼルス・ドジャース | ロサンゼルス・ドジャース | ロサンゼルス・ドジャース                                                                                          | ニューヨーク・メッツ | ニューヨーク・メッツ | ニューヨーク・メッツ | ニューヨーク・メッツ | ニューヨーク・メッツ                                                                                                   |
| ------------------------ | ------------------------ | ------------------------ | ------------------------ | --- | -------------------- | -------------------- | -------------------- | -------------------- | --- |
| 打順                     | 守備                     | 選手                     | 打席                     | J・フレアティW・スミスF・フリーマンE・ヘルナンデスM・マンシーT・エドマンT・ヘルナンデスA・パヘスM・ベッツ大谷翔平 | 打順                 | 守備                 | 選手                 | 打席                 | D・ピーターソンF・アルバレスP・アロンソJ・マクニールM・ビエントスF・リンドーアB・ニモT・テイラーS・マルテJ・ウィンカー |
| 1                        | DH                       | 大谷翔平                 | 左                       | J・フレアティW・スミスF・フリーマンE・ヘルナンデスM・マンシーT・エドマンT・ヘルナンデスA・パヘスM・ベッツ大谷翔平 | 1                    | 遊                   | F・リンドーア        | 両                   | D・ピーターソンF・アルバレスP・アロンソJ・マクニールM・ビエントスF・リンドーアB・ニモT・テイラーS・マルテJ・ウィンカー |
| 2                        | 右                       | M・ベッツ                | 右                       | J・フレアティW・スミスF・フリーマンE・ヘルナンデスM・マンシーT・エドマンT・ヘルナンデスA・パヘスM・ベッツ大谷翔平 | 2                    | 左                   | B・ニモ              | 左                   | D・ピーターソンF・アルバレスP・アロンソJ・マクニールM・ビエントスF・リンドーアB・ニモT・テイラーS・マルテJ・ウィンカー |
| 3                        | 左                       | T・ヘルナンデス          | 右                       | J・フレアティW・スミスF・フリーマンE・ヘルナンデスM・マンシーT・エドマンT・ヘルナンデスA・パヘスM・ベッツ大谷翔平 | 3                    | 三                   | M・ビエントス        | 右                   | D・ピーターソンF・アルバレスP・アロンソJ・マクニールM・ビエントスF・リンドーアB・ニモT・テイラーS・マルテJ・ウィンカー |
| 4                        | 一                       | F・フリーマン            | 左                       | J・フレアティW・スミスF・フリーマンE・ヘルナンデスM・マンシーT・エドマンT・ヘルナンデスA・パヘスM・ベッツ大谷翔平 | 4                    | 一                   | P・アロンソ          | 右                   | D・ピーターソンF・アルバレスP・アロンソJ・マクニールM・ビエントスF・リンドーアB・ニモT・テイラーS・マルテJ・ウィンカー |
| 5                        | 遊                       | T・エドマン              | 両                       | J・フレアティW・スミスF・フリーマンE・ヘルナンデスM・マンシーT・エドマンT・ヘルナンデスA・パヘスM・ベッツ大谷翔平 | 5                    | DH                   | J・ウィンカー        | 左                   | D・ピーターソンF・アルバレスP・アロンソJ・マクニールM・ビエントスF・リンドーアB・ニモT・テイラーS・マルテJ・ウィンカー |
| 6                        | 二                       | E・ヘルナンデス          | 右                       | J・フレアティW・スミスF・フリーマンE・ヘルナンデスM・マンシーT・エドマンT・ヘルナンデスA・パヘスM・ベッツ大谷翔平 | 6                    | 右                   | S・マルテ            | 右                   | D・ピーターソンF・アルバレスP・アロンソJ・マクニールM・ビエントスF・リンドーアB・ニモT・テイラーS・マルテJ・ウィンカー |
| 7                        | 三                       | M・マンシー              | 左                       | J・フレアティW・スミスF・フリーマンE・ヘルナンデスM・マンシーT・エドマンT・ヘルナンデスA・パヘスM・ベッツ大谷翔平 | 7                    | 中                   | T・テイラー          | 右                   | D・ピーターソンF・アルバレスP・アロンソJ・マクニールM・ビエントスF・リンドーアB・ニモT・テイラーS・マルテJ・ウィンカー |
| 8                        | 捕                       | W・スミス                | 右                       | J・フレアティW・スミスF・フリーマンE・ヘルナンデスM・マンシーT・エドマンT・ヘルナンデスA・パヘスM・ベッツ大谷翔平 | 8                    | 二                   | J・マクニール        | 左                   | D・ピーターソンF・アルバレスP・アロンソJ・マクニールM・ビエントスF・リンドーアB・ニモT・テイラーS・マルテJ・ウィンカー |
| 9                        | 中                       | A・パヘス                | 右                       | J・フレアティW・スミスF・フリーマンE・ヘルナンデスM・マンシーT・エドマンT・ヘルナンデスA・パヘスM・ベッツ大谷翔平 | 9                    | 捕                   | F・アルバレス        | 右                   | D・ピーターソンF・アルバレスP・アロンソJ・マクニールM・ビエントスF・リンドーアB・ニモT・テイラーS・マルテJ・ウィンカー |
| 先発投手                 | 先発投手                 | 先発投手                 | 投球                     | J・フレアティW・スミスF・フリーマンE・ヘルナンデスM・マンシーT・エドマンT・ヘルナンデスA・パヘスM・ベッツ大谷翔平 | 先発投手             | 先発投手             | 先発投手             | 投球                 | D・ピーターソンF・アルバレスP・アロンソJ・マクニールM・ビエントスF・リンドーアB・ニモT・テイラーS・マルテJ・ウィンカー |
| J・フレアティ            | J・フレアティ            | J・フレアティ            | 右                       | J・フレアティW・スミスF・フリーマンE・ヘルナンデスM・マンシーT・エドマンT・ヘルナンデスA・パヘスM・ベッツ大谷翔平 | D・ピーターソン      | D・ピーターソン      | D・ピーターソン      | 左                   | D・ピーターソンF・アルバレスP・アロンソJ・マクニールM・ビエントスF・リンドーアB・ニモT・テイラーS・マルテJ・ウィンカー |

### 第6戦 10月20日
- ドジャー・スタジアム（カリフォルニア州ロサンゼルス）

|                          | 1 | 2 | 3 | 4 | 5 | 6 | 7 | 8 | 9 | R  | H  | E |
| ------------------------ | - | - | - | - | - | - | - | - | - | -- | -- | - |
| ニューヨーク・メッツ     | 1 | 0 | 0 | 2 | 0 | 0 | 1 | 0 | 1 | 5  | 11 | 0 |
| ロサンゼルス・ドジャース | 2 | 0 | 4 | 0 | 0 | 1 | 0 | 3 | X | 10 | 11 | 1 |

1. 勝利：ベン・カスパリアス（1勝）
2. セーブ：ブレイク・トレイネン（1S）
3. 敗戦：ショーン・マネイア（1勝1敗）
4. 本塁打
NYM：マーク・ビエントス3号2ラン
LAD：トミー・エドマン1号2ラン、ウィル・スミス1号2ラン
5. 審判
［球審］デビッド・ラックリー
［塁審］一塁: ジェレミー・リーハック、二塁: マイク・ムフリンスキー、三塁: マービン・ハドソン
［外審］左翼: ニック・レンツ、右翼: ビル・ミラー
6. 試合開始時刻: 太平洋夏時間（UTC-7）午後5時8分  試合時間: 3時間15分  観客: 5万2674人  気温: 78°F（25.6°C）
詳細: MLB.com Gameday / ESPN.com / Baseball-Reference.com / FanGraphs

| ニューヨーク・メッツ | ニューヨーク・メッツ | ニューヨーク・メッツ | ニューヨーク・メッツ | ニューヨーク・メッツ                                                                                               | ロサンゼルス・ドジャース | ロサンゼルス・ドジャース | ロサンゼルス・ドジャース | ロサンゼルス・ドジャース | ロサンゼルス・ドジャース                                                                                         |
| -------------------- | -------------------- | -------------------- | -------------------- | --- | ------------------------ | ------------------------ | ------------------------ | ------------------------ | --- |
| 打順                 | 守備                 | 選手                 | 打席                 | S・マネイアF・アルバレスP・アロンソJ・マクニールM・ビエントスF・リンドーアB・ニモT・テイラーS・マルテJ・ウィンカー | 打順                     | 守備                     | 選手                     | 打席                     | M・コペックW・スミスM・マンシーC・テイラーE・ヘルナン · デスT・エドマンT・ヘルナンデスA・パヘスM・ベッツ大谷翔平 |
| 1                    | 遊                   | F・リンドーア        | 両                   | S・マネイアF・アルバレスP・アロンソJ・マクニールM・ビエントスF・リンドーアB・ニモT・テイラーS・マルテJ・ウィンカー | 1                        | DH                       | 大谷翔平                 | 左                       | M・コペックW・スミスM・マンシーC・テイラーE・ヘルナン · デスT・エドマンT・ヘルナンデスA・パヘスM・ベッツ大谷翔平 |
| 2                    | 左                   | B・ニモ              | 左                   | S・マネイアF・アルバレスP・アロンソJ・マクニールM・ビエントスF・リンドーアB・ニモT・テイラーS・マルテJ・ウィンカー | 2                        | 右                       | M・ベッツ                | 右                       | M・コペックW・スミスM・マンシーC・テイラーE・ヘルナン · デスT・エドマンT・ヘルナンデスA・パヘスM・ベッツ大谷翔平 |
| 3                    | 三                   | M・ビエントス        | 右                   | S・マネイアF・アルバレスP・アロンソJ・マクニールM・ビエントスF・リンドーアB・ニモT・テイラーS・マルテJ・ウィンカー | 3                        | 左                       | T・ヘルナンデス          | 右                       | M・コペックW・スミスM・マンシーC・テイラーE・ヘルナン · デスT・エドマンT・ヘルナンデスA・パヘスM・ベッツ大谷翔平 |
| 4                    | 一                   | P・アロンソ          | 右                   | S・マネイアF・アルバレスP・アロンソJ・マクニールM・ビエントスF・リンドーアB・ニモT・テイラーS・マルテJ・ウィンカー | 4                        | 遊                       | T・エドマン              | 両                       | M・コペックW・スミスM・マンシーC・テイラーE・ヘルナン · デスT・エドマンT・ヘルナンデスA・パヘスM・ベッツ大谷翔平 |
| 5                    | DH                   | J・ウィンカー        | 左                   | S・マネイアF・アルバレスP・アロンソJ・マクニールM・ビエントスF・リンドーアB・ニモT・テイラーS・マルテJ・ウィンカー | 5                        | 一                       | M・マンシー              | 左                       | M・コペックW・スミスM・マンシーC・テイラーE・ヘルナン · デスT・エドマンT・ヘルナンデスA・パヘスM・ベッツ大谷翔平 |
| 6                    | 右                   | S・マルテ            | 右                   | S・マネイアF・アルバレスP・アロンソJ・マクニールM・ビエントスF・リンドーアB・ニモT・テイラーS・マルテJ・ウィンカー | 6                        | 三                       | E・ヘルナンデス          | 右                       | M・コペックW・スミスM・マンシーC・テイラーE・ヘルナン · デスT・エドマンT・ヘルナンデスA・パヘスM・ベッツ大谷翔平 |
| 7                    | 中                   | T・テイラー          | 右                   | S・マネイアF・アルバレスP・アロンソJ・マクニールM・ビエントスF・リンドーアB・ニモT・テイラーS・マルテJ・ウィンカー | 7                        | 中                       | A・パヘス                | 右                       | M・コペックW・スミスM・マンシーC・テイラーE・ヘルナン · デスT・エドマンT・ヘルナンデスA・パヘスM・ベッツ大谷翔平 |
| 8                    | 二                   | J・マクニール        | 左                   | S・マネイアF・アルバレスP・アロンソJ・マクニールM・ビエントスF・リンドーアB・ニモT・テイラーS・マルテJ・ウィンカー | 8                        | 捕                       | W・スミス                | 右                       | M・コペックW・スミスM・マンシーC・テイラーE・ヘルナン · デスT・エドマンT・ヘルナンデスA・パヘスM・ベッツ大谷翔平 |
| 9                    | 捕                   | F・アルバレス        | 右                   | S・マネイアF・アルバレスP・アロンソJ・マクニールM・ビエントスF・リンドーアB・ニモT・テイラーS・マルテJ・ウィンカー | 9                        | 二                       | C・テイラー              | 右                       | M・コペックW・スミスM・マンシーC・テイラーE・ヘルナン · デスT・エドマンT・ヘルナンデスA・パヘスM・ベッツ大谷翔平 |
| 先発投手             | 先発投手             | 先発投手             | 投球                 | S・マネイアF・アルバレスP・アロンソJ・マクニールM・ビエントスF・リンドーアB・ニモT・テイラーS・マルテJ・ウィンカー | 先発投手                 | 先発投手                 | 先発投手                 | 投球                     | M・コペックW・スミスM・マンシーC・テイラーE・ヘルナン · デスT・エドマンT・ヘルナンデスA・パヘスM・ベッツ大谷翔平 |
| S・マネイア          | S・マネイア          | S・マネイア          | 左                   | S・マネイアF・アルバレスP・アロンソJ・マクニールM・ビエントスF・リンドーアB・ニモT・テイラーS・マルテJ・ウィンカー | M・コペック              | M・コペック              | M・コペック              | 右                       | M・コペックW・スミスM・マンシーC・テイラーE・ヘルナン · デスT・エドマンT・ヘルナンデスA・パヘスM・ベッツ大谷翔平 |